# Balarâma

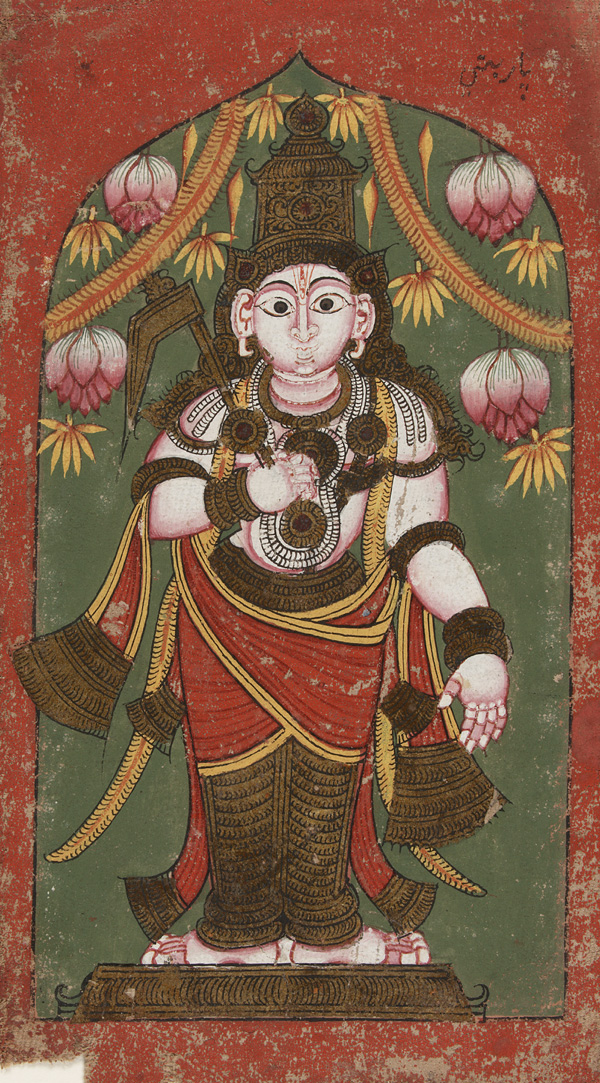
Le grand frère de Krishna : Balarâma

Frère aîné de Krishna, Balarāma (बलराम) est considéré comme le huitième ou neuvième avatar de Vishnou selon les courants, issu d'un de ses cheveux blancs selon l'hindouisme.
En effet, lorsque Vishnou décida de s'incarner pour anéantir le mal, il s'arracha deux cheveux et les fit tomber sur Terre. Le cheveu noir donna Krishna et le cheveu blanc Balarāma. Voici une histoire sur Balarāma ; cependant une autre raconte qu'il est l'incarnation de Adishesha. Son père serait Vasudeva, sa mère Devaki. D'autres nombreuses histoires sont racontées sur Krishna et Balarāma, notamment une où ils se sont rendus méditer près d'un océan.